# Stránka
Stránka (deutsch Stranka) ist eine Gemeinde in Tschechien. Sie liegt 17 Kilometer nordöstlich von Mělník und gehört zum Okres Mělník.

## Geographie
Stránka befindet sich im Süden der Daubaer Schweiz. Das Dorf liegt
am Fuße der Wemschener Kuppe (335 m) am Eingang eines Trockentales.
Nachbarorte sind Skramouš im Norden, Vrátno im Nordosten, Tajná und Ledce im Osten, Choroušky im Süden, Velký Újezd im Südwesten, Kanina im Westen sowie Mšeno im Nordwesten.

## Geschichte
Stránka wurde im Jahre 1357 erstmals urkundlich als Besitz des Berka von Velhartic erwähnt. Noch im 14. Jahrhundert kaufte Ulrich Hřán von Harasov auf Vidim das Dorf. Die Herren von Harasov hielten den Ort bis ins 16. Jahrhundert. 1609 erwarb Kaiser Rudolf II. den Ort. Zwei Jahre später verkaufte sein Nachfolger Matthias das Dorf an Wenzel den Älteren Berka von Dubá. Dieser wurde wegen seiner Beteiligung am Ständeaufstand von 1618 nach der Schlacht am Weißen Berg vor Gericht gestellt und verlor seine Güter. Von der Böhmischen Kammer kaufte Albrecht von Waldstein den Beitz auf. 1636 erhielt der Generalwachtmeister Jan Bocka das Dorf. Seine Nachkommen verkauften das Gut 1700 an Konrad Matthias Graf Sparr. 1748 erwarb Albert Franz Ritter von Beneda auf Nečtiny den Ort. Dieser verkaufte es 1756 an den Augustinerorden in Prag.
Nach der Aufhebung der Patrimonialherrschaften bildete Stránka ab 1850 eine Gemeinde im Bezirk Mnichovo Hradiště und kam 1880 zum Bezirk Mělník. 1961 wurde die frühere Gemeinde Tajná zum Ortsteil von Stránka, gleichzeitig wurde Ostrý von Vrátno nach Stránka umgemeindet.
Zwischen 1980 und 1990 war das Dorf nach Mšeno eingemeindet.

## Gemeindegliederung
Die Gemeinde Stránka besteht aus den Ortsteilen Ostrý (Ostry), Stránka (Stranka) und Tajná (Tein).

## Sehenswürdigkeiten
- Schloss Stránka mit 70 m tiefem Brunnen
- Statue des Hl. Johannes von Nepomuk
- zwei Kapellen
- gezimmerte Chaluppen